# Ярон, Рут
Рут Ярон (ивр. רות ירון‎; род. 1957, Константина, Алжир) — дипломат и бригадный генерал Армии обороны Израиля, глава пресс-службы Армии обороны Израиля (2002—2005), старший дипломат в Министерстве иностранных дел Израиля .

## Биография
Рут Ярон родилась в 1957 году в городе Константина в Алжире. В 1961 году в возрасте 4 лет репатриировалась в Израиль вместе со своей семьёй, где семейство Ярон поселилось в городе Беэр-Шева. В 1974 году Рут окончила среднюю школу и была призвана в армию на срочную службу.
После окончания службы в армии, Рут вышла замуж и переехала жить в Иерусалим, где получила степень бакалавра в области политологии и международных отношений в Еврейском университете. После получения первой степени, Рут окончила курс обучения в министерстве иностранных дел на дипломата, и с тех пор она является частью израильского дипломатического корпуса. В дальнейшем Рут получила также степень магистра в области политологии и национальной безопасности в Хайфском университете.
В 2002 году она была назначена на должность главы пресс-службы Армии обороны Израиля в звании «тат-алуф» (бригадный генерал) вместо Рона Кадри, который ушёл из армии в отставку. Таким образом, она стала первой женщиной в Израиле, ставшей членом форума Генерального штаба.
В 2005 году она закончила свою службу в должности пресс-секретаря АОИ, и её сменила Мири Регев.
В 2006 году, после событий второй ливанской войны, министерство иностранных дел Израиля назначило Рут Ярон советником по международным связям в советах и северных общинах Израиля.